# Piotr Janowski

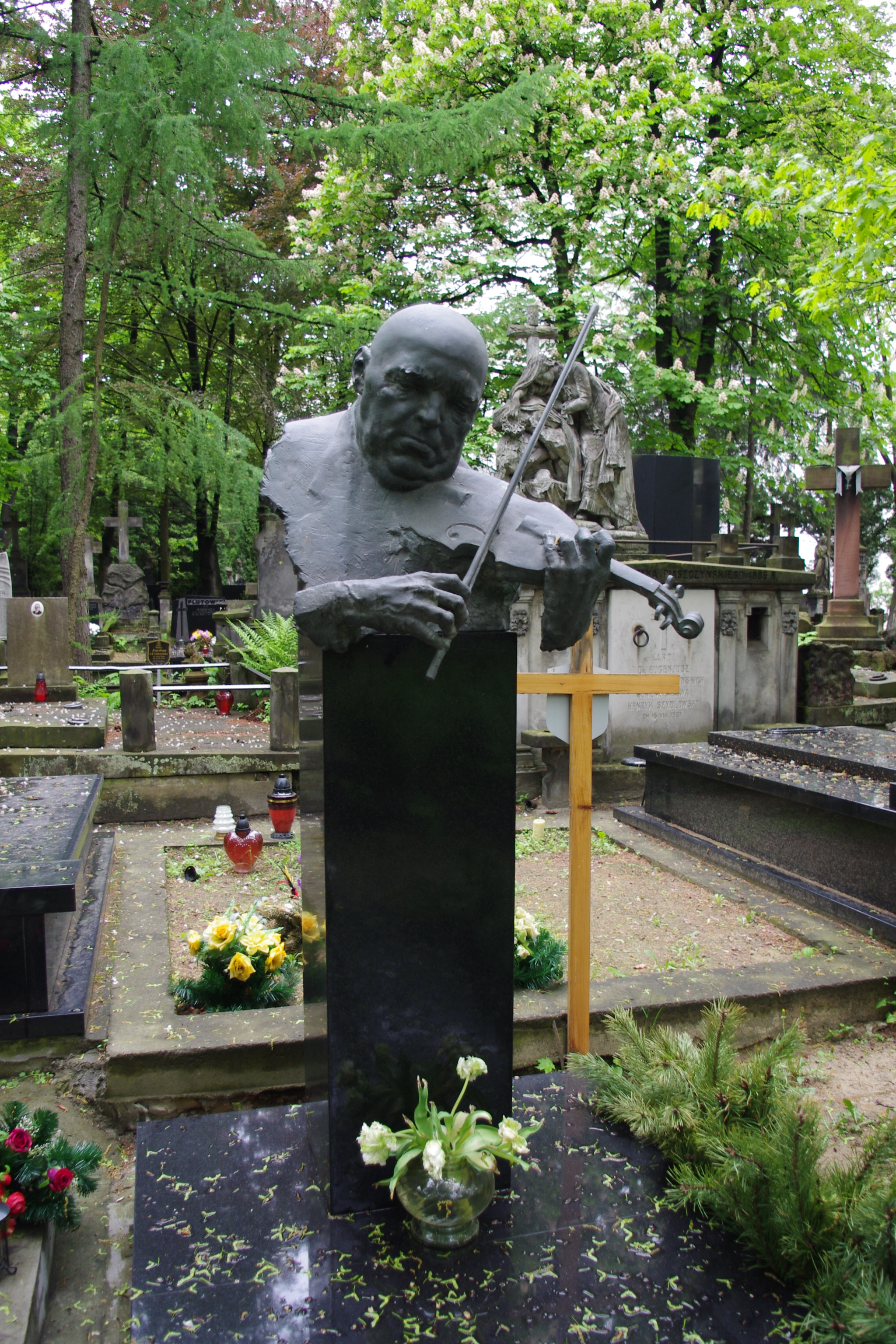
Grób skrzypka Piotra Janowskiego na Starych Powązkach w Warszawie

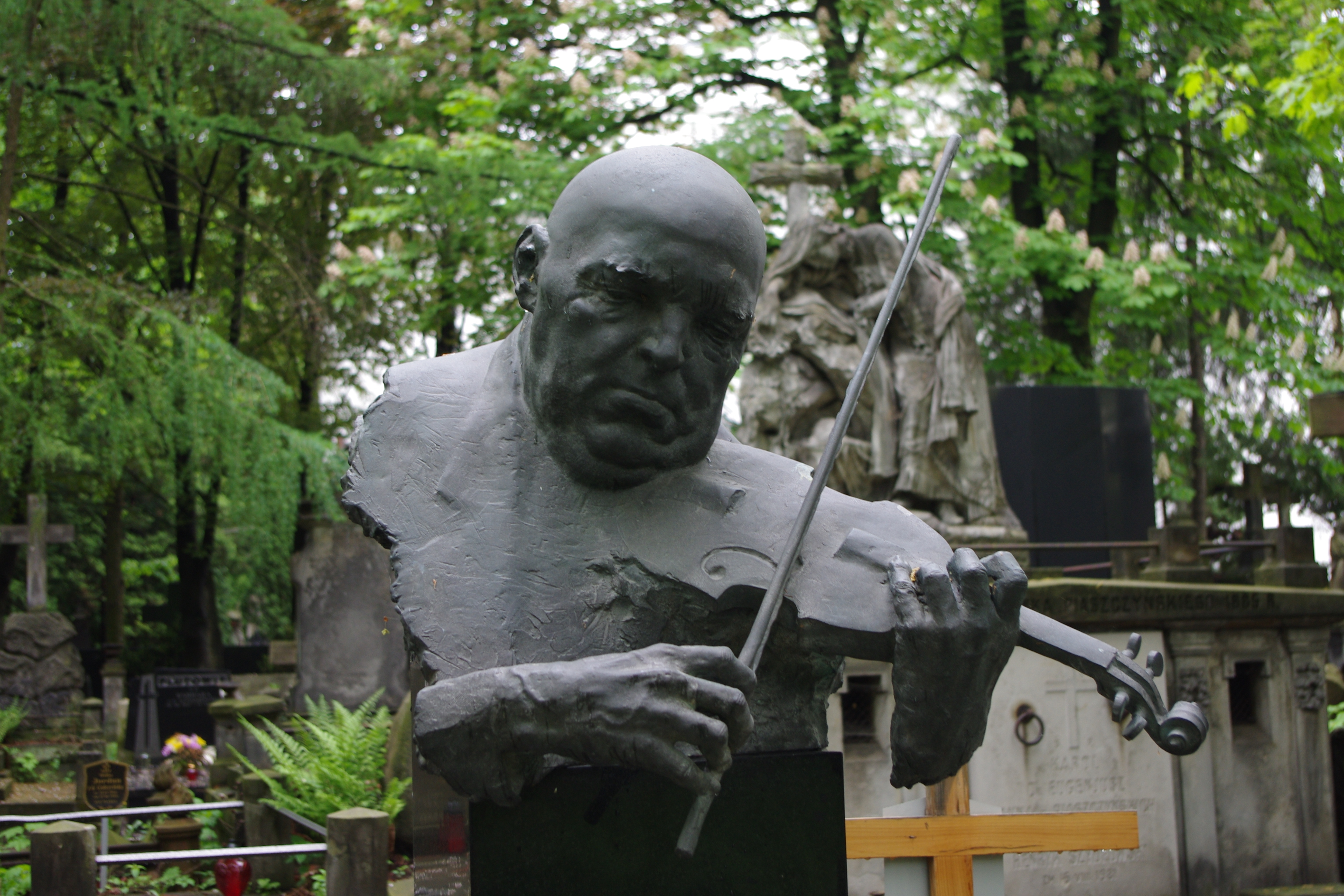
Popiersie Piotra Janowskiego na jego grobie na Starych Powązkach w Warszawie

Piotr Janowski (ur. 5 lutego 1951 w Grudziądzu, zm. 6 grudnia 2008 w Londynie) – polski skrzypek, pierwszy polski zwycięzca Międzynarodowego Konkursu Skrzypcowego im. Henryka Wieniawskiego.

## Życiorys
W 1967, w wieku 16 lat, jako uczeń Liceum Muzycznego im. Karola Szymanowskiego w Warszawie, został laureatem Pierwszej Nagrody na V Międzynarodowym Konkursie im. Henryka Wieniawskiego w Poznaniu. 
W ciągu jednego roku akademickiego (1969/1970) ukończył z wyróżnieniem studia w Państwowej Wyższej Szkole Muzycznej im. Fryderyka Chopina w Warszawie w klasie skrzypiec prof. Ireny Dubiskiej.
W 1970, jako stypendysta Fundacji Kościuszkowskiej, studiował u Ivana Galamiana, w Curtis Institute of Music w Filadelfii. Po zakończeniu stypendium został w Stanach Zjednoczonych i w latach 1974–1975 w Juilliard School of Music w Nowym Jorku kontynuował naukę u Galamiana oraz pracował pod kierunkiem Zino Francescattiego. W roku 1974 na zaproszenie Henryka Szerynga i Zino Francescattiego studiował na Kursach Letnich w Montreux (Szwajcaria).
W latach 1975–1977 był prywatnym stypendystą Jaschy Heifetza w University of Southern California w Los Angeles.
Był obywatelem Polski i Stanów Zjednoczonych, honorowym obywatelem stanu Arkansas oraz miasta Cognac (Francja).
Pochowany na warszawskich Powązkach (kwatera 5-3-24).

## Działalność artystyczna
Jako solista wystąpił z najważniejszymi amerykańskimi i europejskimi orkiestrami - New York Philharmonic, Philadelphia Orchestra, St. Louis Symphony, Minnesota Orchestra, Oslo Philharmonic, Filharmonią Narodową w Warszawie, współpracując z takimi dyrygentami jak: Leonard Bernstein, Leonard Slatkin, Eugene Ormandy, Erich Leinsdorf, Stanisław Wisłocki, Andrzej Markowski, Bogusław Madey, Karol Stryja, William Smith i Walter Hendel.
Występował między innymi z pianistami – Mieczysławem Horszowskim, Arturem Balsamem, Peterem Serkinem, Franco Agostinim, Wolfgangiem Plagge, Jerzym Lefeldem, Maciejem Paderewskim, Jerzym Marchwińskim, Zofią Vogtman, Paulem Berkowitzem, Cynthią Raim, Romanem Markowiczem, Stevenem Meyerem, Goldą Tetz oraz z żoną, Joanną Maklakiewicz.
W 1977 roku założył New Arts Trio.
Brał udział w festiwalach muzycznych - Marlboro, VT, Chautauqua, NY, Dimitrios i Warszawskiej Jesieni. 
Był wykładowcą University of Wisconsin w Milwaukee i Eastman School of Music w Rochester w stanie Nowy Jork, Barratt-Due Institutt w Oslo. Prowadził kursy mistrzowskie w Conservatorio di Bologna, Thessaloniki Conservatory, Ohio State University, Columbus, Evenstone, The Oberlin College i Northwestern University.
Grał na skrzypcach Guarneri del Gesù z 1722.

## Nagrody
- I Nagroda na V Międzynarodowym Konkursie Skrzypcowym im. Henryka Wieniawskiego, Poznań (Polska), 1967
- I Nagroda na Philadelphia Orchestra Competition, Filadelfia (USA), 1972
- I Nagroda na G. B. Dealy Competition, Dallas (USA), 1974
- I Nagroda (wspólnie z zespołem New Arts Trio w składzie: Rebecca Penneys – fortepian, Steven Doane - wiolonczela) na The Walter W. Naumburg Competition, Nowy Jork (USA), 1979
- I Nagroda (wspólnie z zespołem New Arts Trio w składzie: Rebecca Penneys – fortepian, Steven Doane - wiolonczela) na The Walter W. Naumburg Competition, Nowy Jork (USA), 1980

## Światowe prawykonania
- 1968, Warszawa (Polska) – Marian Sawa Improvisazione for violin solo
- 1969, Warszawa (Polska) – Grażyna Bacewicz Violin Concerto #7 (Warszawska Jesień, Filharmonia Narodowa, dyrygent Andrzej Markowski)
- 1976, Nowy Jork (USA) – David Diamond Violin Concerto #3 (New York Philharmonic, dyrygent Leonard Bernstein)
- 1980, Madison (USA) – Yehuda Yannay Concertino
- 1980, Milwaukee (USA) – Burt Levy Chamber Music for Violin Alone
- 1980, Nowy Jork (USA) – Robert Moevs Introduction and Presto for piano trio
- 1982, Rochester (USA) – John Harbison Quartet for clarinet, violin, cello and piano
- 1982, Nowy Jork (USA) – Sidney Hodgkison Piano Trio
- 1983, Nowy Jork (USA) – John Eaton In Mernoriam Mario Cristini - Trio
- 1991, Rio de Janeiro (Brazylia) – Emani Aguiar Meloritmas 44
- 1994, Oslo (Norwegia) – Wolfgang Plagge Asteroide Suite for violin and piano
- 1994, Oslo (Norwegia) – Wolfgang Plagge Rhapsody for violin solo
- 1997, Poznań (Polska) – Wolfgang Plagge Sonata for violin and piano
- 1998, Oslo (Norwegia) – Wolfgang Plagge Lucky Man House – chamber music with dancers

## Nagrania
- W.A. Mozart Koncert skrzypcowy D-dur KV 218, K. Szymanowski Koncert skrzypcowy nr 1 op. 35 (Filharmonia Narodowa, dyrygent Stanisław Wisłocki),1969, Muza
- J. Brahms 2 Sonaty na fortepian i skrzypce A-dur op. 100 i d-moll op. 108 (fortepian Maciej Paderewski), 1970, Muza
- G. Bacewicz Koncert skrzypcowy nr 7 (Filharmonia Narodowa, dyrygent Andrzej Markowski), 1969, Muza
- M. Ravel Trio fortepianowe, G. Fauré Trio fortepianowe (New Arts Trio), 1982, Pantheon
- L. van Beethoven Trio fortepianowe op. 97 - Arcyksiążece (New Arts Trio), 1983, Chamber Music Society of Rochester
- F. Kreisler, F. Grieg, H. Wieniawski i inni, Rose in the snow - Zbiór krótkich utworów (fortepian Wolfgang Plagge), 1997, Norske Gram
- F. Busoni Sonaty na skrzypce i fortepian (fortepian Franco Agostini), 1998, Phoenix Classics
- A. Hovhaness, C. Saint-Saëns, M. Ravel i inni Garden of Adonis - utwory na skrzypce i harfę (harfa Małgorzata Milewska-Sundberg), 2000, Porsgrunn Museum
- H. Wieniawski Dzieła wszystkie (fortepian Wolfgang Plagge) – płyta nr 1 (2000), płyta nr 2 (2005), 2L Records (Aura)